# Katrina McClain Johnson
Katrina McClain Johnson, född den 19 september 1965 i Charleston, South Carolina, är en amerikansk basketspelare som tog tog OS-guld 1996 i Atlanta. Detta kom att bli USA:s första OS-guld i dambasket i en lång segersvit som hållit i sig till idag. McClain Johnson var även med och tog OS-brons 1992 i Barcelona och OS-guld 1988 i Seoul.